# 福克鎮區 (北卡羅萊納州韋恩縣)
福克鎮區（英語：Fork Township）是位於美國北卡羅萊納州韋恩縣的一個鎮區。

## 地方資料
福克鎮區的面積為120.17平方千米，皆為陸地。根據2020年美國人口普查的數據，當地共有人口10344人，而人口密度為每平方千米86.08人。